# ام دي كي-3
تعد ام دي كي-3 (بالإنجليزية: MDK-3)‏ مركبة هندسة عسكرية, مدرعة تم تطويرها خلال الثمانيات في الاتحاد السوفييتي مبنية على أساس هيكل دبابة  تي - 55, تقوم بمهام الهندسة العسكرية في ميادين المعارك مثل حفر الخناذق وغيراها.